# Kh-29
Le Kh-29 (9M721) (en russe : « Х-29 »), nom de code OTAN : AS-14 « Kedge », est un missile air-sol soviétique, puis russe, à courte et moyenne portées, mis en service au début des années 1980.
Conçu pour être équipé d'une grande variété d'autodirecteurs, il est très comparable à son homologue américain l'AGM-65 Maverick, bien que sa charge militaire soit plus lourde.

## Histoire
La conception commença en 1975, dans les bureaux de conception de Molnia en Ukraine, de ce qui devait devenir leur unique munition air-sol, mais quand les bureaux furent déplacés vers les ateliers, Vympel (alors dirigé par Matius Bisnovat et Georgiy I. Khokhlov) reprit à son compte le développement du futur Kh-29.
Le premier tir du missile fut effectué en 1976, et, après de nombreux tests, le Kh-29 fut admis en service en 1980.

## Caractéristiques
Le Kh-29 (ou 9M721 dans sa désignation interne) est un missile air-sol destiné à engager de grosses cibles et infrastructures sur le champ de bataille, tels les immeubles, les complexes industriels, les dépôts ou les ponts. Avec une portée comprise entre 10 et 30 km et sa charge militaire puissante de 320 kg. Il peut également être employé contre des navires de 10 000 tonnes, des hangars durçis ou des pistes en béton.
La disposition aérodynamique de base du Kh-29 est similaire à celle du R-60 (OTAN : AA-8 « Aphid »), reflétant là les héritages de Molnia en matière de missiles air-air.
Afin de pouvoir accomplir un grand nombre de missions, il est doté d'une grande variété d'autodirecteurs, tels que laser semi-actif, infrarouge, radar actif ou TV. Il est généralement emporté par des chasseurs tactiques, tels les Su-24, Su-30 et MiG-29K ou les versions « T » et « TM » du Su-25, lui procurant alors des capacités étendues d'attaque « stand-off » (attaques à distance de sécurité).
La tête de guidage laser provient du missile Kh-25 (OTAN : AS-10 « Karen ») et celle à guidage TV provient du Kh-59 (OTAN : AS-13 « Kingbolt »), les deux étant reliés à une importante charge militaire.

## Histoire opérationnelle
Le Kh-29 entra en service dans les forces aériennes russes en 1980, et a été largement exporté depuis.
Au-cours de la première guerre du Golfe, les irakiens employèrent des Kh-29L et Kh-29T contre l'Iran. Ils étaient accrochés sous des avions MiG-23BN, Su-22 et Mirage F-1, ces derniers emportant également une nacelle de désignation pour les Su-22 qui n'en sont pas équipés.
Durant les affrontements entre milices en Libye en 2014, une faction a transformé des Kh-29T en roquettes sol-sol non guidées, tirées depuis des camions.
Ils sont employés durant l'invasion de l'Ukraine par la Russie en 2022 notamment par des Soukhoï Su-34.

## Versions
- Kh-29L (Izdeliye 63, « Kedge-A »)[10] : Utilise un guidage laser semi-actif. Portée de 8 à 10 km[4] ;
- Kh-29ML : Version améliorée du Kh-29L[10] ;
- Kh-29T (Izdeliye 64, « Kedge-B »)[10] : Une version guidée par TV, équipée d'un guidage optique automatique vers un objet remarquable indiqué par le pilote depuis son cockpit ;
- Kh-29TE : développement d'une version « longue portée » (30 km) du Kh-29T[4]. Sa portée minimale est de 3 km et son altitude le lancement varie de 200 à 10 000 m[4] ;
- Kh-29MP : Version équipée d'un guidage de 3e génération. Doté d'un radar actif, il devient une arme « tire et oublie ». Il est doté d'une grosse charge militaire, de 250 kg, et a une portée de 12 km[6],[8] ;
- Kh-29D : Version « tire et oublie » du Kh-29TE, utilisant un guidage par infrarouge à imagerie[6],[7].

## Utilisateurs

### Anciens
- Tchécoslovaquie : Reversés aux états successeurs[2] ;
- Allemagne de l'Est[2] ;
- Hongrie : Sur des Su-22M3 ;.
- Irak: Tous retirés du service ;
- Slovaquie : Su-22M4[2] ;
- Union soviétique : Reversés aux états successeurs.

### Actuels
- Algérie : kh-29 sur ses Su-24M2, Su-30SM2, Mig-29M/M2
- Biélorussie : Sur ses MiG-29BM modernisés[2].
- Bulgarie : Sur ses Su-22M4[2], qui furent retirés du service en 2004 et ne servent plus actuellement que comme appareils de reconnaissance. Utilisés actuellement sur Su-25.
- Chine : L'APL a reçu 2 000 exemplaires du Kh-29T en 2002[13], pour les utiliser sur leurs Su-27SK, Su-27UBK, Su-30MKK, Shenyang J-11 et probablement leurs JH-7 Flounder et Q-5 Fantan[14].
- Corée du Nord : Sur Su-25, première photo publique en avril 2020[15].
- Géorgie : Sur ses Su-25KM Scorpion[16].
- Inde : Sur ses récents Su-30MKI[2] et MiG-29K[17].
- Indonésie : Sur ses Su-30MK2[18].
- Iran : Sur ses Su-24 « Fencer ».
- Malaisie : Sur ses Su-30MKM.
- Libye : Achetés à la fin des années 1980 pour ses Su-24, ces derniers étant détruits lors de l'intervention militaire de 2011 en Libye.
- Pologne : Sur ses Su-22M4[2].
- Russie
- Syrie
- Ukraine[2]
- Pérou : Sur ses Su-25[19].
- Venezuela : Sur ses Su-30.
- Viêt Nam : Sur ses Su-30MK2V.